# Raión de Sharhorod
Raión de Shárhorod (en ucraniano: Ша́ргородський райо́н) es un antiguo raión o distrito de Ucrania en el óblast de Vinnytsia. 
Comprende una superficie de 1140 km².
La capital fue la ciudad de Shárhorod.

## Demografía
Según estimación 2010 contaba con una población total de 64767 habitantes.

## Otros datos
El código KOATUU es 525300000. El código postal 23500 y el prefijo telefónico +380 4344.